# 콩나물국
콩나물국은 콩나물을 넣어서 끓이는 국이다. 일반적으로 소금, 마늘, 대파 등이 들어가며, 만드는 방법에 따라서 생수, 멸치액젓이나 육수, 새우젓, 청·홍고추, 간장, 고춧가루 등이 더 들어가기도 한다. 숙취와 감기에 좋은 것으로 알려져 있으며, 감기에 걸렸을 때는 고춧가루를 넣은 매운 콩나물국을 많이 먹는다. 전북특별자치도 전주시에서는 전주비빔밥 등과 같이 먹기도 한다.